# Joanna Nowakowska-Małusecka
Joanna Barbara Nowakowska-Małusecka – polska prawnik, doktor habilitowany nauk prawnych, profesor nadzwyczajny Uniwersytetu Śląskiego, specjalistka w zakresie prawa międzynarodowego publicznego, prawo organizacji międzynarodowych, prawo Wspólnot Europejskich.

## Życiorys
W 1998 na podstawie napisanej pod kierunkiem Genowefy Grabowskiej rozprawy pt. Odpowiedzialność karna jednostek za zbrodnie wojenne popełnione w byłej Jugosławii i w Rwandzie w świetle prawa międzynarodowego otrzymała na Wydziale Prawa i Administracji Uniwersytetu Śląskiego stopień naukowy doktora nauk prawnych w zakresie prawa, specjalność: prawo międzynarodowe publiczne. Tam też na podstawie dorobku naukowego oraz rozprawy pt. Sytuacja dziecka w konflikcie zbrojnym. Studium prawnomiędzynarodowe uzyskała w 2013 stopień doktora habilitowanego nauk prawnych w zakresie prawa, specjalność: prawo międzynarodowe publiczne.
Została profesorem nadzwyczajnym Uniwersytetu Śląskiego zatrudnionym w Katedrze Prawa Międzynarodowego Publicznego i Prawa Europejskiego Wydziału Prawa i Administracji UŚl. Była także nauczycielem akademickim Górnośląskiej Wyższej Szkoły Handlowej im. Wojciecha Korfantego w Katowicach.